# The Source (Grandmaster Flash and The Furious Five)
The Source è un album in studio dei Grandmaster Flash and The Furious Five.

## Tracce
1. Street Scene
2. Style (Peter Gunn Theme)
3. Ms. Thang
4. P.L.U. (Peace, Love and Unity)
5. Throwin' Down
6. Behind Closed Doors
7. Larry's Dance Theme (Part 2)
8. Lies
9. Fastest Man Alive
10. Freelance